# 簗朝光
簗 朝光（やな ともみつ）は、戦国時代の武将。下野宇都宮氏の家臣であり、多功氏の家臣でもある。

## 略歴
簗氏は宇都宮氏の庶流。
永禄元年（1558年）に上杉謙信が会津の蘆名盛氏らと連合して上野国から下野国に侵攻してきた。小山氏の祇園城、壬生氏の壬生城を攻略され、多功城を攻撃された際には、多功城主の多功長朝に従い、子・吉朝と共に出陣し、大功を挙げている。
簗館を築いている。なお、子孫は、宇都宮氏の後に宇都宮に入った奥平氏に仕え、中津藩士となったもの、佐竹氏に仕え久保田藩士となったものがいる。